# Selección de fútbol de salón de Venezuela
- No confundir con Selección de fútbol sala de Venezuela, que compite en los torneos de la FIFA.

La selección de fútbol de salón de Venezuela es el equipo formado por jugadores de nacionalidad venezolana que tiene dos organizaciones en el país. Una de ellas representa a la Federación Venezolana de Fútbol de Salón en las competiciones organizadas por la Federación Internacional de Fútbol de Salón (FIFUSA). Mientras que existe una comisión de carácter deportiva en Venezuela creada por la AMF llamada Venezuela Futsalón AMF que se encarga de llevar a cabo las competencias absolutas masculinas y juveniles para clasificar a torneos AMF de selección y clubes debido a la traición de la federación venezolana de futsal al transferirse de la AMF hacia la FIFUSA mucho antes que se llevara a cabo el mundial femenino de fútbol de salón en Colombia en el 2022. En ese entonces decidieron tomar cartas en el asunto, expulsando a la FEVEFUSA de la AMF en su totalidad y creando esta nueva comisión deportiva. Mientras que la Federación Venezolana de Fútbol de Salón actualmente se encuentra haciendo parte de la FIFUSA haciendo contrapeso a la comisión técnico-deportiva que creó la AMF dividiendo el fútbol de salón en Venezuela.
Este equipo cuenta con el orgullo de haber dado a Venezuela uno de sus dos títulos mundiales en deportes de conjunto, y el único a nivel profesional, en el Campeonato Mundial de Fútbol de Salón México 1997. Unos cracks que jugaron sin tener el apoyo de la gente y fueron y demostraron que su juego no tenía límites siempre quedarán recordados como los héroes que le dieron a Venezuela un título mundial.

## Historia

### Primeros éxitos internacionales

#### III Campeonato Panamericano de Fútbol de Salón
En Venezuela, el fútbol de salón se comenzó a masificar y organizar en la década de 1980. En 1990, bajo la conducción del entrenador colombiano Álvaro Guevara Español, la selección de Venezuela se preparó para su debut internacional, en el III Campeonato Panamericano de Fútbol de Salón, a realizarse ese año en el coliseo El Campín, Bogotá, Colombia. Guevara convocó a cerca de 300 salonistas, de los que preseleccionó a 24. La preselección estuvo de gira por Venezuela, y como resultado se realizó el último corte para configurar el equipo que acudió a Bogotá. En su primer encuentro, la joven selección venezolana enfrentó al país cuna del deporte, Uruguay. Venezuela derrotó a los orientales por 4:3. Al concluir el torneo, Venezuela había tenido una actuación relevante, clasificando invicta al cierre de la primera ronda, conquistando la medalla de bronce y clasificando al IV Campeonato Mundial FIFUSA a celebrarse en Italia en 1991.

#### IV Campeonato Mundial FIFUSA 1991
En su primer torneo orbital, el equipo sudamericano tuvo una excelente actuación, destacando un triunfo ante Brasil, selección bicampeona del mundo. El combinado venezolano llegó hasta los cuartos de final. En esta fase, cayó por un apretado 3:4 ante Portugal, equipo que a la postre obtuvo el título.

#### XII Campeonato Sudamericano de Fútbol de Salón 1992
En 1992 logró el subcampeonato en el Sudamericano celebrado en Colonia, Uruguay, clasificándose al Campeonato Panamericano de Fútbol de Salón, en Bolivia. 

#### IV Campeonato Panamericano de Fútbol de Salón 1993
En esa justa, realizada en La Paz, Bolivia, el equipo venezolano no logró clasificar a la ronda final.

### Generación dorada del fútbol de salón venezolano

#### V Campeonato Mundial FIFUSA Argentina 1994
Venezuela participó en el V Campeonato Mundial de Futsal de la FIFUSA, celebrado en Argentina en 1994. La selección sudamericana integró, junto con Portugal, México y Marruecos, el Grupo C, que vio acción en la provincia de Ituzaingó. En su primer encuentro, Venezuela derrotó por 6:2 a la Selección de Marruecos. En su segundo compromiso, venció a México por 2:1. Finalizó la primera fase de grupos derrotando por un contundente 3:0 a la selección defensora del título, Portugal. De esta forma, el equipo sudamericano se quedó en primer lugar del grupo, obteniendo su clasificación a la siguiente ronda.
En la segunda fase de grupos, Venezuela quedó ubicada en el grupo B. En su primer encuentro de esta fase, la selección venezolana enfrentó a Bielorrusia, venciéndole 8:2. Luego derrotó a Costa Rica por 7:0 y empató 1:1 ante Bolivia, quedándose con el primer lugar del grupo por diferencia de goles (+13 ante +11 de los del Altiplano). Por su buen estilo de juego y su capacidad goleadora, Venezuela se convirtió en uno de los favoritos del torneo.
La selección caribeña se trasladaba desde Posadas hacia la ciudad de Formosa para jugar su partido de cuartos de final ante Uruguay. Un largo recorrido por tierra y un repentino cambio de la sede del encuentro hicieron imposible que el autobús llegase a tiempo para disputar el juego. Por lo tanto, el elenco venezolano fue eliminado por forfait. Situación similar le ocurrió al quinteto boliviano. La selección de Paraguay decidió retirarse de la competencia en solidaridad con bolivianos y venezolanos.

#### Campeonato Panamericano Colombia 1996
En 1996, Venezuela obtuvo el título del V Campeonato Panamericano, organizado por la PANAFUTSAL en Bogotá, relegando a la selección local (Colombia), que defendía el título continental, y a Paraguay, monarca mundial para la fecha. La selección estuvo totalmente integrada por jugadores y cuerpo técnico que militaban en la Liga Especial Superior de Fútbol de Salón de Venezuela (LESFUTSAL).

#### VI Campeonato Mundial FIFUSA México 1997
La selección venezolana se preparó a conciencia para enfrentar el mundial de 1997. Nuevamente la totalidad de la selección provenía de la LESFUTSAL. Módulos tácticos en diversas localidades del país, y una extensa preparación blindaron al grupo venezolano con miras a disputar el mundial de México 1997.
Las estaciones de radio Ecos del Torbes 780 AM y Radio Mundial 860 AM (ambas de San Cristóbal, estado Táchira) acudieron a México a acompañar a la selección venezolana. Estas emisoras llevaron las incidencias del certamen a decenas de miles de entusiastas fanáticos.

##### Debut ante Estados Unidos
Venezuela comenzó el torneo enfrentando al quinteto de Estados Unidos. Los sudamericanos desplegaron un juego apabullante. Al cierre del primer tiempo ganaban contundentemente, 9:0. En el segundo tiempo, Venezuela no cesó en su juego ofensivo. El marcador final fue de 25:0 (mayor goleada en la historia de los mundiales de futsal AMF; este registro para finales de 2015 aún no había sido superado).

##### Continúa la primera fase
El seleccionado venezolano venció 4:2 a su similar de la República Checa en el segundo partido de la primera fase. Finalizando la primera ronda, Venezuela goleó 7:3 al difícil combinado de Argentina, entonces monarca orbital, certificando así su clasificación invicta hacia la segunda fase del torneo. El equipo venezolano fue el más goleador al concluir la primera ronda.

##### Segunda ronda de grupos
El combinado caribeño enfrentó al representativo de Bielorrusia, ante quien recibió su única derrota del campeonato, con marcador de 3:2. Luego de aquella caída, Venezuela logró clasificar a cuartos de final, venciendo por goleada de 7:0 a la selección de Portugal.

##### Cuartos de final
La Vinotinto volvió a enfrentar al quinteto campeón del mundo (Argentina). Aunque este partido de cuartos de final fue más ajustado que el jugado en la primera fase de grupos, los venezolanos se volvieron a imponer con marcador de 4:1.

##### Semifinal
El quinteto venezolano disputó el pase a la final ante el laureado y poderoso seleccionado de Brasil. Venezuela derrotó a su vecino por 3:1, con gran actuación de David Pinto.

##### Campeones del mundo
En el encuentro final, Venezuela derrotó 4:0 a la selección de Uruguay (país que creó la disciplina en 1930, por iniciativa del profesor Juan Carlos Ceriani). El juego, en el que la escuadra caribeña no tuvo mayores sobresaltos, fue transmitido por Venezolana de Televisión (canal 8).
José Peña se llevó el trofeo de mejor portero por defender la valla menos vencida del torneo. David Pinto encabezó la lista de goleadores con 11 dianas y Joseín Rodríguez fue declarado el mejor jugador del planeta. Además de los éxitos deportivos, la selección fue condecorada como el equipo más disciplinado de la competencia.
El éxito de la selección venezolana fue celebrado estruendosamente por la afición del estado Táchira (de donde eran originarios seis de los doce jugadores campeones). A su regreso, la selección fue trasladada hasta San Cristóbal, capital de ese estado, donde sus seguidores le dedicaron un emotivo homenaje. También le honró la afición de Valencia (sede del exitoso club Dragones de Carabobo), quien le ovacionó de pie durante cinco minutos en el juego de las estrellas de la Liga Venezolana de Béisbol Profesional. El equipo recibió, además, varias condecoraciones de autoridades civiles, y empresas oficiales y privadas. En 2005, las autoridades del estado Táchira rindieron un homenaje a los héroes de México, con la construcción de un gimnasio de futsal llamado Campeones Mundiales de 1997, en cuyo techo se inscribieron los nombres de todos los jugadores que integraron aquella selección.
La «hazaña del siglo» (como se conoció en Venezuela el título mundial de 1997) fue producto de una gran labor de la cultura del fútbol de salón del país sudamericano en la década de 1990. La Liga Especial Superior de Fútbol de Salón resultó ser el semillero de los héroes de 1997. Participaciones destacadas en torneos sudamericanos y panamericanos, impulsaron a esta selección hacia la cúspide del salonismo mundial.

##### Jugadores y cuerpo técnico campeones mundiales en 1997.
|  | Nac.      | Nombre                | Apodo                             | Posición |
|  | --------- | --------------------- | --------------------------------- | -------- |
|  | Venezuela | José Peña             | La Araña                          | Portero  |
|  | Venezuela | Javier Delgado        | El Mudo                           | Portero  |
|  | Venezuela | Joseín Rodríguez      | El Papi                           | Líbero   |
|  | Venezuela | José Botana Vázquez   | El Tanque                         | Líbero   |
|  | Venezuela | George Badra          | Chicho                            | Líbero   |
|  | Venezuela | Marlon Sánchez        | Monito                            | Ala      |
|  | Venezuela | Gabriel Planchez      | El Niño                           | Ala      |
|  | Venezuela | Oscar Soto †          | Chichi                            | Ala      |
|  | Venezuela | César Amézquita       |                                   | Ala      |
|  | Venezuela | Asdrúbal Colmenares † | El Tren, Medianoche, El Gladiador | Pívot    |
|  | Venezuela | David Pinto           | La Gacela                         | Pívot    |
|  | Venezuela | Didier Sanabria       |                                   | Pivot    |

- Entrenador:  Álvaro Guevara Español
- Asistente:  Alfredo Domínguez
- Preparador Físico:  Gerardo Contreras
- Médico:  Nelson Villalobos
- Delegado:  Roberto Salinas
- Kinesiólogo:  Deibys Luna

##### Resultados del Campeonato Mundial FIFUSA 1997
- Primera fase de grupos

| 27 de noviembre de 1997 | Venezuela | 25:0 | Estados Unidos |  |  |
|                         | José Botana 15', 29', 31', 37' · Marlon Sánchez 2', 4', 5', 10' · Joseín Rodríguez 6', 8', 13', 15' · Asdrúbal Colmenares 9', 21', 28' · George Badra 12', 24', 27' · Oscar Soto 18', 19' · César Amézquita 25', 39' · David Pinto 1', 34', · Christian Domínguez 38' (a.g.) |      |                |  |  |

| 28 de noviembre de 1997 | Venezuela                                                                              | 4:2 | República Checa       |  |  |
|                         | Joseín Rodríguez 12' · David Pinto 16' · Asdrúbal Colmenares 21' · Didier Sanabria 27' |     | Radek 6' · Valach 15' |  |  |

| 29 de noviembre de 1997 | Argentina                                             | 3:7 | Venezuela |  |  |
|                         | Federico Foguets 3' · Jorge Zupo 6' · José Oropel 36' |     | José Botana 21', 38' · Didier Sanabria 10', 27' · Marlon Sánchez 24' · Gabriel Planchez 33' · Asdrúbal Colmenares 5' |  |  |

- Segunda fase de grupos

| 30 de noviembre de 1997 | Venezuela                           | 2:3 | Bielorrusia         |  |  |
|                         | David Pinto 2' · Marlon Sánchez 23' |     | Pavel 32', 33', 38' |  |  |

| 1 de diciembre de 1997 | Venezuela | 7:0 | Portugal |  |  |
|                        | Asdrúbal Colmenares 34', 35' · Marlon Sánchez 32', 39' · Didier Sanabria 30' · David Pinto 33' · Joseín Rodríguez 4' |     |          |  |  |

- Cuartos de final

| 2 de diciembre de 1997 | Venezuela                                                                          | 4:1 | Argentina       |  |  |
|                        | Asdrúbal Colmenares 4', · David Pinto 5' · Joseín Rodríguez 17' · George Badra 26' |     | José Oropel 22' |  |  |

- Semifinal

| 3 de diciembre de 1997 | Brasil    | 1:3 | Venezuela                                   |  |  |
|                        | Falcão 2' |     | David Pinto 10', 27' · Gabriel Planchez 23' |  |  |

- Final

| 5 de diciembre de 1997 | Venezuela                                           | 4:0 | Uruguay |  |  |
|                        | David Pinto 13', 23', 25' · Asdrúbal Colmenares 14' |     |         |  |  |

### Los tropiezos
En 1999, Venezuela tuvo su último resultado relevante de la década: el subtítulo panamericano en Paraguay. Luego, su presencia internacional fue afectada por complejos problemas de tipo organizativo.
El furor que causó el título del mundo de 1997 conllevó a que Venezuela planteara su candidatura para organizar el próximo campeonato mundial de la FIFUSA. Sin embargo el torneo fue concedido a Bolivia. A nivel interno, la situación estaba caldeada. La LESFUTSAL jugó su última campaña en 1998, por pérdida de apoyo de los canales de televisión. La no obtención de la sede de la copa del mundo, y un interés reforzado de la Federación Venezolana de Fútbol en la disciplina (siguiendo una política global de la FIFA), condujeron a un cisma y a la pérdida de visibilidad del fútbol de salón ante la modalidad bajo norma FIFA. A nivel internacional, el deporte también presentaba dificultades. La FIFUSA se extinguió y su papel fue asumido por la AMF.
Problemas económicos impidieron que la selección acudiera a defender su título mundial en Bolivia en 2000. Tampoco participó en el mundial de 2003 en Asunción, Paraguay. En 2007 disputó la copa del mundo en Mendoza, Argentina, con una actuación muy discreta.

### Desempeño internacional reciente

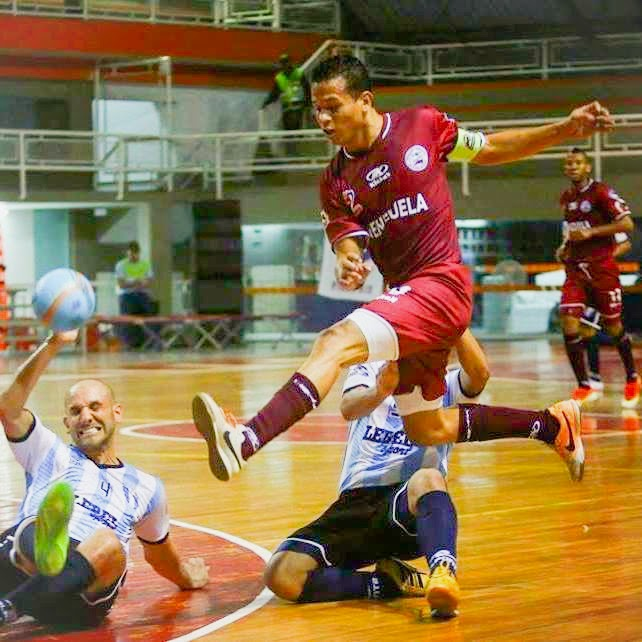
Encuentro oficial de fútbol de salón entre las selecciones de Argentina y Venezuela.

#### X Copa Mundial (Colombia, 2011)
En 2011, la selección venezolana de caballeros volvió a tener una actuación decorosa en la X Copa del Mundo organizada en Colombia, donde clasificó invicta al concluir la primera ronda, quedando relegada al segundo lugar de su grupo por diferencia de goles. En los cuartos de final fue eliminada por el equipo local, que si bien fue superior, debió esforzarse para vencer a su vecino por 4:2.

#### IX Juegos Mundiales Cali 2013
La selección venezolana participó en los Juegos Mundiales Cali 2013 (evento multideportivo para disciplinas que no participan en los Juegos Olímpicos, en los que participan atletas de todo el mundo). Venezuela avanzó a la segunda ronda tras una primera fase cerrada ante China Taipéi, Uruguay y Paraguay. En la semifinal, venció a Argentina por 5:3. En la final cayó ante  Colombia por 3:1, obteniendo un honroso segundo lugar. El resultado no se contabilizó en el medallero de los juegos, ya que el fútbol de salón participó bajo la modalidad de exhibición. Sin embargo, fue la primera vez que este deporte integró una cita multideportiva de carácter global.
El equipo venezolano no participó en el Campeonato Mundial Juvenil (categoría sub-20) jugado en Concepción, Chile durante octubre de 2014.

#### XIV Campeonato Sudamericano Preferia de Cali 2014
En diciembre de 2014, el combinado tricolor participó en el Campeonato Sudamericano Preferia de Cali en Colombia, donde obtuvo el subcampeonato.

#### XI Copa Mundial (Bielorrusia, 2015)

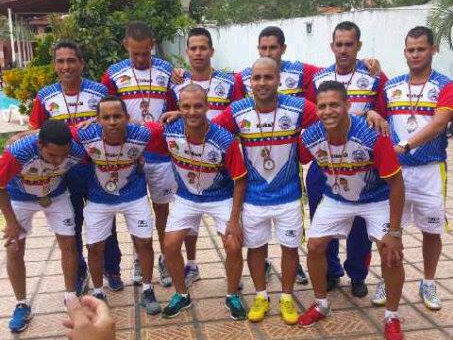
Preparación de la selección masculina de fútbol de salón de Venezuela con miras a la XI Copa Mundial Bielorrusia 2015.

El desafío más reciente de la selección de fútbol de salón de Venezuela fue el XI Campeonato Mundial AMF, que se celebró Bielorrusia en abril de 2015. El combinado venezolano obtuvo su clasificación en un proceso poco convencional en el que parte de los cupos de Sudamérica se asignaron a los mejores equipos del mundial anterior (Colombia 2011: Colombia, Paraguay y Argentina) y los restantes por invitación. 
En dicho torneo, Venezuela se ubicó en el grupo C, junto con Colombia (que a la postre repitió su título mundial), Curazao y la República Checa. La selección venezolana no obtuvo buenos resultados, y tuvo que despedirse al finalizar la primera ronda, en la que cosechó solamente tres puntos, fruto de una única victoria ante el equipo curazoleño.

## Uniformes y símbolos

### Evolución del uniforme
|                                            |                                              |
| XI Copa Mundial Bielorrusia 2015 principal | XI Copa Mundial Bielorrusia 2015 alternativo |

## Composición

### Entrenadores
| Lapso           | Entrenador              | Evento |
| --------------- | ----------------------- | --- |
| 1990 - 1993     | Álvaro Guevara Español  | - III Panamericano Colombia 1990 - IV Copa Mundial Italia 1991 - XI Suramericano Uruguay 1992 - IV Panamericano Bolivia 1993 - V Copa Mundial Argentina 1994 |
| 1996 - 1999     | Álvaro Guevara Español  | - V Panamericano Colombia 1996 - VI Copa Mundial México 1997 - VI Panamericano Paraguay 1999                                                                 |
| 2007            | José Gregorio Henríquez | - IX Copa Mundial Argentina 2007 |
| 2011-actualidad | César Pineda            | - X Copa Mundial Colombia 2011 - Juegos Mundiales Cali (Colombia) 2011 - XV Suramericano Colombia 2014 - XI Copa Mundial Bielorrusia 2015                    |

## Estadísticas AMF

### Mundial FIFUSA/AMF
Resultado general: 9°
| Año              | Ronda            | Posición       | PJ             | PG             | PE             | PP             | GF             | GC             | Dif            |
| ---------------- | ---------------- | -------------- | -------------- | -------------- | -------------- | -------------- | -------------- | -------------- | -------------- |
| Brasil 1982      | No clasificó     | No clasificó   | No clasificó   | No clasificó   | No clasificó   | No clasificó   | No clasificó   | No clasificó   | No clasificó   |
| España 1985      | No clasificó     | No clasificó   | No clasificó   | No clasificó   | No clasificó   | No clasificó   | No clasificó   | No clasificó   | No clasificó   |
| Australia 1988   | No clasificó     | No clasificó   | No clasificó   | No clasificó   | No clasificó   | No clasificó   | No clasificó   | No clasificó   | No clasificó   |
| Italia 1991      | Cuartos de final | 7.mo puesto    | 7              | 4              | 1              | 2              | 29             | 18             | +11            |
| Argentina 1994   | Cuartos de final | 6.to puesto    | 7              | 5              | 1              | 1              | 27             | 8              | +19            |
| México 1997      | Final            | Campeón        | 8              | 7              | 0              | 1              | 56             | 10             | +46            |
| Bolivia 2000     | No clasificó     | No clasificó   | No clasificó   | No clasificó   | No clasificó   | No clasificó   | No clasificó   | No clasificó   | No clasificó   |
| Paraguay 2003    | No clasificó     | No clasificó   | No clasificó   | No clasificó   | No clasificó   | No clasificó   | No clasificó   | No clasificó   | No clasificó   |
| Argentina 2007   | Fase de grupos   | 16.to puesto   | 3              | 0              | 0              | 3              | 9              | 16             | -17            |
| Colombia 2011    | Cuartos de final | 6.to puesto    | 4              | 2              | 1              | 1              | 20             | 7              | +13            |
| Bielorrusia 2015 | Fase de grupos   | 11er puesto    | 3              | 1              | 0              | 2              | 9              | 8              | +1             |
| Argentina 2019   | No clasificó     | No clasificó   | No clasificó   | No clasificó   | No clasificó   | No clasificó   | No clasificó   | No clasificó   | No clasificó   |
| México 2023      | No se presentó   | No se presentó | No se presentó | No se presentó | No se presentó | No se presentó | No se presentó | No se presentó | No se presentó |
| 2027             | Por definirse    | Por definirse  | Por definirse  | Por definirse  | Por definirse  | Por definirse  | Por definirse  | Por definirse  | Por definirse  |

- Colombia y  Brasil expresaron su interés en organizar este mundial.

- La candidatura de  Brasil pierde fuerza debido a que ya la FNFBR (Federación Nacional de Futsal de Brasil) afiliada a la AMF realizará un mundial de categoría sub-13 en septiembre de 2025 y la CFSB (Confederación de Fútbol de Salón de Brasil) afiliada a la FIFUSA organizará en 2027 el mundial de categoría absoluta masculina.

### Campeonato Sudamericano
| Año            | Ronda          | Posición     |
| -------------- | -------------- | ------------ |
| Paraguay 1965  | _              | No Participó |
| Paraguay 1969  | _              | No Participó |
| Brasil 1971    | _              | No Participó |
| Uruguay 1973   | _              | No Participó |
| Argentina 1975 | _              | No Participó |
| Uruguay 1976   | _              | No Participó |
| Brasil 1977    | _              | No participó |
| Colombia 1979  | _              | No participó |
| Uruguay 1983   | _              | No Participó |
| Argentina 1986 | _              | No participó |
| Brasil 1989    | Fase de grupos |              |
| Uruguay 1992   | Final          | Subcampeón   |
| Ecuador 1998   | Fase de grupos |              |
| Colombia 2014  | Final          | Subcampeón   |

### Campeonato Panamericano
| Año           | Ronda          | Posición      |
| ------------- | -------------- | ------------- |
| México 1980   | No participó   | No participó  |
| Brasil 1984   | No participó   | No participó  |
| Colombia 1990 | Semifinal      | Tercer puesto |
| Bolivia 1993  | Fase de grupos |               |
| Colombia 1996 | Final          | Campeón       |
| Paraguay 1999 | Semifinal      | Subcampeón    |

### Juegos Mundiales
| Año       | Ronda | Posición         | PJ | PG | PE | PP | GF | GC | Dif |
| --------- | ----- | ---------------- | -- | -- | -- | -- | -- | -- | --- |
| Cali 2013 | Final | Medalla de Plata | 5  | 3  | 0  | 2  | 18 | 11 | +7  |

### Mundial Femenino AMF
Resultado general: 3°
| Año           | Ronda                    | Posición                 | PJ                       | PG                       | PE                       | PP                       | GF                       | GC                       | Dif                      |
| ------------- | ------------------------ | ------------------------ | ------------------------ | ------------------------ | ------------------------ | ------------------------ | ------------------------ | ------------------------ | ------------------------ |
| Cataluña 2008 | Cuartos de final         | 8.vo puesto              | 5                        | 1                        | 0                        | 4                        | 14                       | 18                       | -4                       |
| Colombia 2013 | Final                    | Subcampeón               | 6                        | 5                        | 0                        | 1                        | 29                       | 6                        | +23                      |
| Cataluña 2017 | Descalificado del torneo | Descalificado del torneo | Descalificado del torneo | Descalificado del torneo | Descalificado del torneo | Descalificado del torneo | Descalificado del torneo | Descalificado del torneo | Descalificado del torneo |
| Colombia 2022 | Semifinal                | 3.er puesto              | 6                        | 5                        | 0                        | 1                        | 34                       | 10                       | +24                      |
| 2026          | Por definirse            | Por definirse            | Por definirse            | Por definirse            | Por definirse            | Por definirse            | Por definirse            | Por definirse            | Por definirse            |

- En el mes de noviembre de 2025 se dará a conocer la sede del mundial femenino de 2026 junto con la cantidad de equipos participantes.

### Mundial Sub-20
Resultado general: ?°
| Año           | Ronda         | Posición      | PJ            | PG            | PE            | PP            | GF            | GC            | Dif           |
| ------------- | ------------- | ------------- | ------------- | ------------- | ------------- | ------------- | ------------- | ------------- | ------------- |
| Chile 2014    | No participó  | No participó  | No participó  | No participó  | No participó  | No participó  | No participó  | No participó  | No participó  |
| Colombia 2018 | No participó  | No participó  | No participó  | No participó  | No participó  | No participó  | No participó  | No participó  | No participó  |
| Cataluña 2024 | No participó  | No participó  | No participó  | No participó  | No participó  | No participó  | No participó  | No participó  | No participó  |
| 2028          | Por definirse | Por definirse | Por definirse | Por definirse | Por definirse | Por definirse | Por definirse | Por definirse | Por definirse |

### Mundial Sub-17
Resultado general: ?°
| Año           | Ronda         | Posición      | PJ            | PG            | PE            | PP            | GF            | GC            | Dif           |
| ------------- | ------------- | ------------- | ------------- | ------------- | ------------- | ------------- | ------------- | ------------- | ------------- |
| Paraguay 2016 | No participó  | No participó  | No participó  | No participó  | No participó  | No participó  | No participó  | No participó  | No participó  |
| Paraguay 2024 | No participó  | No participó  | No participó  | No participó  | No participó  | No participó  | No participó  | No participó  | No participó  |
| 2028          | Por definirse | Por definirse | Por definirse | Por definirse | Por definirse | Por definirse | Por definirse | Por definirse | Por definirse |

### Mundial Sub-15
Resultado general: ?°
| Año           | Ronda         | Posición      | PJ            | PG            | PE            | PP            | GF            | GC            | Dif           |
| ------------- | ------------- | ------------- | ------------- | ------------- | ------------- | ------------- | ------------- | ------------- | ------------- |
| Paraguay 2021 | No participó  | No participó  | No participó  | No participó  | No participó  | No participó  | No participó  | No participó  | No participó  |
| 2025          | Por definirse | Por definirse | Por definirse | Por definirse | Por definirse | Por definirse | Por definirse | Por definirse | Por definirse |

- Ecuador
- México

- Estos equipos son candidatos para el mundial Sub-15.
- Hay una alta probabilidad de que el torneo se postergue para el 2026 por temas de calendario debido al mundial de clubes de futsal en Colombia que se jugará en mayo y el mundial de futsal Sub-15 que se disputará en septiembre.

### Mundial Sub-13
Resultado general: ?°
| Año           | Ronda        | Posición     | PJ           | PG           | PE           | PP           | GF           | GC           | Dif          |
| ------------- | ------------ | ------------ | ------------ | ------------ | ------------ | ------------ | ------------ | ------------ | ------------ |
| Cataluña 2019 | No participó | No participó | No participó | No participó | No participó | No participó | No participó | No participó | No participó |
| Brasil 2025   | No participó | No participó | No participó | No participó | No participó | No participó | No participó | No participó | No participó |

## Estadísticas FIFUSA

### Mundial futsal FIFUSA
Resultado general: 3°
| Año           | Ronda     | Posición    | PJ | PG | PE | PP | GF | GC | Dif |
| ------------- | --------- | ----------- | -- | -- | -- | -- | -- | -- | --- |
| Colombia 2024 | Semifinal | 3.er puesto | 8  | 6  | 1  | 1  | 33 | 9  | +24 |
| Brasil 2027   |           |             |    |    |    |    |    |    |     |

- Brasil fue escogida como sede del mundial por la FIFUSA ya que tienen planes de organizar tres torneos de gran categoría en Brasil: El Mundial Masculino y una Copa América a nivel de selecciones junto a una Copa Intercontinental de Clubes.

### Mundial Femenino FIFUSA
Resultado general: -
| Año            | Ronda         | Posición      | PJ            | PG            | PE            | PP            | GF            | GC            | Dif           |
| -------------- | ------------- | ------------- | ------------- | ------------- | ------------- | ------------- | ------------- | ------------- | ------------- |
| Argentina 2023 | No participó  | No participó  | No participó  | No participó  | No participó  | No participó  | No participó  | No participó  | No participó  |
| México 2026    | Por definirse | Por definirse | Por definirse | Por definirse | Por definirse | Por definirse | Por definirse | Por definirse | Por definirse |

### Mundial Sub-20 FIFUSA
Resultado general: -
| Año            | Ronda         | Posición      | PJ            | PG            | PE            | PP            | GF            | GC            | Dif           |
| -------------- | ------------- | ------------- | ------------- | ------------- | ------------- | ------------- | ------------- | ------------- | ------------- |
| Argentina 2024 | No participó  | No participó  | No participó  | No participó  | No participó  | No participó  | No participó  | No participó  | No participó  |
| 2028           | Por definirse | Por definirse | Por definirse | Por definirse | Por definirse | Por definirse | Por definirse | Por definirse | Por definirse |

### Mundial Sub-18 FIFUSA
Resultado general: ?°
| Año          | Ronda         | Posición      | PJ            | PG            | PE            | PP            | GF            | GC            | Dif           |
| ------------ | ------------- | ------------- | ------------- | ------------- | ------------- | ------------- | ------------- | ------------- | ------------- |
| Ecuador 2025 | Por definirse | Por definirse | Por definirse | Por definirse | Por definirse | Por definirse | Por definirse | Por definirse | Por definirse |

## Palmarés

#### Selección mayor AMF
| Competición            | Campeón  | Subcampeón     | Tercer lugar | Cuarto lugar | Selección |
| ---------------------- | -------- | -------------- | ------------ | ------------ | --------- |
| Campeonato Mundial     | 1 (1997) |                |              |              | Absoluta  |
| Juegos Mundiales       |          | 1 (2013)       |              |              | Absoluta  |
| Sudamericano de Futsal |          | 2 (1992, 2014) |              |              | Absoluta  |
| Panamericano de Futsal | 1 (1996) | 1 (1999)       | 2 (1990)     |              | Absoluta  |

#### Selección femenina AMF
| Competición           | Campeón  | Subcampeón | Tercer lugar    | Cuarto lugar | Selección |
| --------------------- | -------- | ---------- | --------------- | ------------ | --------- |
| Mundial Femenino      |          | 1 (2013)   | 2 (2006*, 2022) |              | Femenina  |
| Sudamericano Femenino | 1 (2015) | 1 (2017)   |                 |              | Femenina  |

- El mundial de 2006 es un mundial piloto debido a la falta de selecciones así que no es oficial

#### Selección mayor FIFUSA
| Competición        | Campeón | Subcampeón | Tercer lugar | Cuarto lugar | Selección |
| ------------------ | ------- | ---------- | ------------ | ------------ | --------- |
| Campeonato Mundial |         |            | 1 (2024)     |              | Absoluta  |